# Waldo, détective privé
Pour les articles homonymes, voir Waldo.
Pour plus de détails, voir Fiche technique et Distribution.
Waldo, détective privé (Last Looks) est une comédie d'action américaino-britannique réalisée par Tim Kirkby sortie en 2021.
Il s’agit de l'adaptation par Howard Michael Gould de son roman Last Looks paru en 2018.

## Synopsis
Lieutenant en disgrâce du Los Angeles Police Department, Charlie Waldo vit dans les bois depuis trois ans. Il y mène une existence paisible, cultivant ses légumes et se contentant du peu qu'il a, lorsque d'anciennes connaissances sollicitent son aide.
L'affaire, épineuse, est très médiatisée : l'épouse excentrique d'Alastair Pinch — acteur vedette de la série télévisée judiciaire Johnnie's Bench — est morte et son mari est suspecté.
D'abord réticent, Waldo accepte d'enquêter car son amie Lorena Nascimento, détective privée liée à cette affaire, a disparu.

## Fiche technique
Sauf indication contraire, les informations mentionnées dans cette section peuvent être confirmées par la base de données cinématographiques IMDb,  présente dans la section « Liens externes ».
- Titre original : Last Looks
- Titre français : Waldo, détective privé
- Réalisation : Tim Kirkby
- Scénario : Howard Michael Gould, d'après son roman Last Looks
- Musique : Peter Nashel
- Direction artistique : Heather R. Dumas
- Décors : Jeremy Reed
- Costumes : Lynn Falconer
- Photographie : Lyle Vincent
- Montage : Nicholas Monsour
- Production : Brad Feinstein, Andrew Lazar, Steven Shainberg et Christina Weiss Life
- Production déléguée : Phil Hunt, Brian Pitt et Compton Ross
- Sociétés de production : MadRiver International, Romulus Entertainment et Waldo Film Productions ; en association avec Head Gear Films et Metrol Technology
- Société de distribution : MadRiver International
- Pays de production :  États-Unis,  Royaume-Uni
- Langue originale : anglais
- Format : couleur
- Genres : policier, thriller
- Durée : 110 minutes
- Dates de sortie[3] : 
  - Portugal : 2 décembre 2021
  - États-Unis : 4 février 2022
  - France : 17 février 2022 (DVD et Blu-ray)

## Distribution
- Charlie Hunnam (VFB : Nicolas Matthys) : Charlie Waldo
- Mel Gibson (VF : Féodor Atkine) : Alastair Pinch
- Morena Baccarin (VFB : Sophie Landresse) : Lorena Nascimento
- Dominic Monaghan (VFB : Alessandro Bevilacqua) : Warren Gomes
- Rupert Friend (VFB : Pierre Lognay) : Wilson Sikorsky
- Clancy Brown (VFB : Jean-Michel Vovk) : « Big Jim » Cuppy
- Lucy Fry (VFB : Ludivine Deworst) : Jayne White
- Sophie Fatu (VFB : Fleur Denan) : Gaby Pinch
- Jacob Scipio (VFB : Benjamin Thomas) : Don Q
- Paul Ben-Victor (VFB : Franck Dacquin) : Pete Conady
- Method Man : Swag Dogggg
- Steve Coulter : Dr Sebastian Hexter
- Deacon Randle : Nini
- Rachel Hendrix : Valerie
- David Michael-Smith : Bailiff Canavan
- Xen Sams : Allie Jamshidi
- Robin Givens : Fontella Davis

## Production
Le scénario de Waldo s'inspire du roman policier Last Looks de Howard Michael Gould (2018). Un autre roman mettant en scène le personnage de Waldo, Below the Line, est publié en août 2019.
Eiza González avait initialement été choisie pour le rôle de Lorena Nascimento. Finalement indisponible, elle est remplacée par Morena Baccarin
Le tournage débute en juin 2019, à Atlanta.
En décembre 2021, RLJE Films a acquis les droits nord-américains du film et l'a fixé pour une sortie en février 2022.

## Sortie et accueil
La sortie était initialement fixée au 6 novembre 2020 aux États-Unis. En raison de la pandémie de Covid-19 et de la fermeture des salles de cinéma, elle est repoussée à 2021[réf. nécessaire].
Le film reçoit des critiques mitigées. Sur l'agrégateur américain Rotten Tomatoes, il récolte 65% d'opinions favorables pour 31 critiques et une note moyenne de 5,9⁄10. Le consensus suivant résume les critiques compilées par le site : «  ». Sur Metacritic, il obtient une note moyenne de 48⁄100 pour 6 critiques.